# Ignasi Paricio Ansuátegui
Ignasi Paricio Ansuátegui (Saragossa, Aragó 1944) és un arquitecte i professor universitari aragonès instal·lat a Catalunya.

## Biografia
Va néixer el 1944 a la ciutat de Saragossa. Va estudiar arquitectura a l'Escola Tècnica Superior d'Arquitectura de Barcelona, en aquells moments pertanyent a la Universitat de Barcelona però que avui en dia forma part de la Universitat Politècnica de Catalunya, on es va llicenciar l'any 1969. Des de 1981 és catedràtic de construcció en aquesta Escola Superior.

## Carrera professional
Especialista en construcció, ha realitzat estudis sobre l'habitatge i les perspectives d'una tecnologia més respectuosa amb les condiciones mediterrànies o la tècnica i composició de la façana de maó.
Des de 1984 treballa al costat de Lluís Clotet, creant l'associació "Clotet.Paricio & Assoc. S.L." l'any 1989, al costat del qual ha desenvolupat la seva activitat d'arquitecte. L'any 1999 va fundar l'Editorial Bisagra, desdicada a la publicació de textos arquitectònics. Entre les moltes obres realitzades destaquen la seu del Banc d'Espanya a Girona (1981-1989), els habitatges de la Vila Olímpica de Barcelona (1989-1992), la remodelació del Dipòsit de les Aigües (1984-1992) i del Convent dels Àngels (1982-1992), l'illa de la Llum (2005) o la reforma de la Llotja de Mar (1973-1981) i del MACBA (2006).
El 1999 fou guardonat, juntament amb el seu soci Lluís Clotet, amb el Premi Nacional de Patrimoni Cultural. Ha estat guardonat diverses vegades amb el Premi FAD destacant en les edicions d'arquitectura de 1988 i 1989.